# BV De Graafschap in het seizoen 1969/70
Het seizoen 1969/1970 was het 16e jaar in het bestaan van de Doetinchemse betaaldvoetbalclub De Graafschap. De club kwam uit in de Nederlandse  Eerste divisie en eindigde daarin op de achtste plaats. Tevens deed de club mee aan het toernooi om de KNVB beker, hierin werd in de derde ronde verloren van Elinkwijk (1–2).

## Wedstrijdstatistieken

### Eerste divisie
|       | Blauw-Wit | FC Den Bosch '67 | SC Cambuur | D.F.C. | Elinkwijk | Excelsior | Fortuna SC | Fortuna | Helmond Sport | Heracles | HVC   | RCH   | Veendam | Vitesse | Volendam | De Volewijckers | Willem II |
| ----- | --------- | ---------------- | ---------- | ------ | --------- | --------- | ---------- | ------- | ------------- | -------- | ----- | ----- | ------- | ------- | -------- | --------------- | --------- |
| Thuis | 0 – 2     | 1 – 0            | 3 – 1      | 1 – 2  | 0 – 0     | 3 – 3     | 2 – 1      | 2 – 0   | 1 – 0         | 4 – 0    | 2 – 2 | 2 – 2 | 3 – 0   | 2 – 1   | 0 – 4    | 4 – 0           | 0 – 0     |
| Uit   | 0 – 0     | 1 – 1            | 0 – 2      | 1 – 3  | 2 – 1     | 2 – 1     | 3 – 0      | 3 – 0   | 1 – 2         | 1 – 0    | 3 – 1 | 1 – 1 | 5 – 3   | 3 – 1   | 2 – 1    | 3 – 1           | 2 – 1     |

### KNVB beker
| 1e ronde                                         | De Graafschap       | 1 – 0 (0 – 0) | D.F.C.                                  |
| 19 oktober 1969 Plaats: Doetinchem De Vijverberg | Franz Möllers 47'   |               |                                         |
| 2e ronde                                         | De Volewijckers     | 0 – 1 (0 – 1) | De Graafschap                           |
| 1 maart 1970 Plaats: Amsterdam Buiksloterbanne   |                     |               | 31' Guus Hiddink                        |
| 3e ronde                                         | De Graafschap       | 1 – 2 (0 – 0) | Elinkwijk                               |
| 12 april 1970 Plaats: Doetinchem De Vijverberg   | Theo van Londen 70' |               | 74' Serry Nieuwhoff 84' Jan van Tamelen |

## Statistieken De Graafschap 1969/1970

### Eindstand De Graafschap in de Nederlandse Eerste divisie 1969 / 1970
| Stand | Gespeeld | Gewonnen | Gelijk | Verloren | Punten | Doelpunten voor | Doelpunten tegen |
| ----- | -------- | -------- | ------ | -------- | ------ | --------------- | ---------------- |
| 8e    | 34       | 12       | 8      | 14       | 32     | 49              | 51               |

### Topscorers
| #                 | Naam            | Goal |
| ----------------- | --------------- | ---- |
| 1.                | Guus Hiddink    | 13   |
| 1.                | Sietze Veen     | 13   |
| 3.                | Rob Lelieveld   | 4    |
| 3.                | Theo van Londen | 4    |
| 3.                | Henk Overgoor   | 4    |
| 6.                | Dick Bruil      | 2    |
| 6.                | Karel Melaard   | 2    |
| 6.                | Franz Möllers   | 2    |
| 6.                | Roel Zaaijer    | 2    |
| 10.               | Henk Jansen     | 1    |
| 10.               | Henk Koenders   | 1    |
| Onbekend doelpunt |                 |      |
| –                 | Onbekend        | 1    |
| Totaal            | Totaal          | 49   |

| #      | Naam            | Goal |
| ------ | --------------- | ---- |
| 1.     | Guus Hiddink    | 1    |
| 1.     | Theo van Londen | 1    |
| 1.     | Franz Möllers   | 1    |
| Totaal | Totaal          | 3    |